# Mark Sykes
O coronel Sir Tatton Benvenuto Mark Sykes, 6º baronete  (Inglaterra, 16 de março de 1879 – Paris, 16 de fevereiro de 1919) foi um militar,  diplomata e político britânico. Vinculado ao Partido Conservador, atuou como conselheiro diplomático do governo do seu país, em  assuntos relacionados com o Oriente Médio, durante os anos da Primeira Guerra Mundial.
Seu nome está associado ao Acordo Sykes-Picot, um documento secreto firmado pela Grã-Bretanha e pela França  (com o aval do Império Russo e do Reino da Itália) em maio de 1916, quando a guerra ainda se encontrava em curso. O acordo partia da premissa de que os otomanos seriam derrotados pela  Tríplice Entente e definia os termos da futura partição do Império Otomano entre as principais potências europeias, incluindo suas respectivas esferas de influência. 

## Biografia
Filho único de um rico proprietário de terras, Sykes foi educado por jesuítas, inicialmente no Beaumont College e depois no  Jesus College (Cambridge),porém jamais se graduou. Aos 25 anos, já havia publicado pelo menos quatro livros: D'Ordel's Pantechnicon (1904), uma paródia das revistas da época (ilustrado por Edmund Sandars); D'Ordel's Tactics and Military Training (1904),  paródia do  Infantry Drill Book de 1896 (também com  Sandars) e  dois livros de viagem, Dar-Ul-Islam ("O Lar do Islam", 1904) e Through Five Turkish Provinces (1900). Também escreveu The Caliphs' Last Heritage: A Short History of the Turkish Empire, cuja primeira parte é um breve resumo da geografia política do Oriente Médio  até o Império Otomano, enquanto a segunda parte é um relato das viagens do autor à Ásia Menor e ao Oriente Médio, entre 1906 e 1913.
Durante a  Segunda Guerra dos Bôeres, alistou-se num batalhão de milicianos do  Regimento Yorkshire, no qual permaneceu por dois anos.  Após a guerra, foi promovido a capitão, em fevereiro de 1902,retornando ao Reino Unido em maio do mesmo ano.
De 1904 a 1905 foi secretário  parlamentar do  Chefe da Secretaria da Irlanda, George Wyndham, no último ano da administração Balfour. Sykes se tornou amigo do primeiro-ministro, e, quando este se tornou Secretário das Relações Exteriores do Reino Unido, durante a Primeira Guerra Mundial, Sykes foi um de seus colaboradores próximos. Em seguida, transferido por Balfour, Sykes serviu como adido honorário à embaixada britânica em  Constantinopla, entre 1905 e 1906.
Em 1911, depois de duas tentativas mal sucedidas, consegue ser eleito para o Parlamento  representando Kingston upon Hull Central. Na sua primeira fala como parlamentar, apresentou-se como  um especialista em questões relativas ao Império Otomano e declarou  acreditar que "um Império Turco forte e unido" era, naquele momento,  tão importante em termos estratégicos e comerciais  para a Inglaterra como o fora na época de Benjamin Disraeli, trinta anos antes. Mas ele mudaria de opinião. Quando Londres ainda esperava persuadir a Turquia a não entrar na guerra ou a se juntar aos   Aliados contra as  Potências Centrais (Alemanha, Áustria-Hungria, Império Otomano e Bulgária), foi  Sykes quem informou Kitchener de que a Turquia ficaria do lado da Alemanha, contra a França e a Grã-Bretanha, o que de fato se confirmaria em novembro de 1914. 
Quando a guerra começou, Sykes era tenente-coronel e comandava uma unidade de reserva, o 5º Batalhão do  Regimento Yorkshire. Mas ele não seguiria seus comandados ao campo de batalha. Logo foi requisitado pelo Departamento de Guerra   e designado por Lorde Kitchener, o Secretário de Estado da Guerra, para participar de um comitê criado em 1915, pelo primeiro-ministro Herbert Asquith.  O Comitê, chefiado por Sir Maurice de Bunsen,  tinha a missão de assessorar o gabinete em assuntos do Oriente Médio e, especialmente, de identificar os territórios otomanos de interesse para a Grã-Bretanha. Em pouco tempo, Sykes tornar-se-ia uma figura das mais ativas do Comitê Bunsen.  Escrevia panfletos promovendo a independência árabe e a revolta contra o Império Otomano. Também desenhou a  bandeira da Revolta Árabe, nas cores verde, vermelha, preta e branca.  Variações do seu desenho foram adotadas nas bandeiras da Jordânia,  Iraque,  Síria,  Egito,   Sudão,   Kuwait,  Iêmen,  dos Emirados Árabes e da  Palestina,países que não existiam antes da Primeira Guerra.
Pouco tempo depois, em janeiro de 1916,  o Ministério das Relações Exteriores britânico, instigado por Sykes mas não completamente de acordo com seus desejos, criou  o chamado Arab Bureau,  uma seção do Departamento de Inteligência do Cairo  dedicada a assuntos do Oriente Médio e instalada em Londres.
Mark Sykes era tão obcecado com o destino do Império Otomano (ou a "Questão Oriental", como diziam os políticos), que era conhecido nos corredores de Whitehall como the Mad Mullah  ("o Mullah doido"), em alusão ao epíteto depreciativo  atribuído pelos britânicos ao líder nacionalista somali Mohammed Abdullah Hassan.   Apesar de  autoproclamar-se um "expert" em Oriente Médio e de ser um protegido  de Lord Kitchener, Sykes era  um político de modesta expressão e pouca influência no governo de guerra da Grã-Bretanha, afora seu papel na criação do Arab Bureau.  Como uma figura de segundo time, ele teria sido uma escolha conveniente para atuar nas negociações com a França sobre o futuro do Oriente Médio pois  certamente defenderia bravamente os direitos da Coroa na região, mas, se as negociações falhassem,  poderia ser facilmente descartado, com a desculpa de que não representava exatamente as políticas  do governo de H. H. Asquith.
Os britânicos viam os franceses como seus principais competidores pelos territórios otomanos no Oriente Médio. Com as recomendações Maurice de Bunsen em mente,  Sykes se reuniu com o representante francês, François Georges-Picot, para negociar um acordo anglo-francês sobre a divisão do espólio otomano, bem antes do fim da guerra - o que, segundo o almirante Hall,  Diretor de Inteligência  Naval, era como "tirar a pele do urso com o urso ainda vivo".   Em maio de 1916, essas negociações  seriam concluídas com o chamado acordo Sykes-Picot, que  atribuiu territórios e zonas de influência à Grã-Bretanha, França, Rússia e Itália. A Palestina foi atribuída a uma administração internacional "especial".
Sykes morreu na França, em  1919, depois de contrair gripe espanhola, doença que matou cerca de 50 mihões de pessoas em todo o mundo.